# طريق مركز أوروبا الأطلسي

تتبع فروع RCEA في فرنسا.

طريق مركز أوروبا الأطلسي، المعروف أيضًا باسم RCEA، هو مسار يتكون من مجموعة من الطرق التي تعبر فرنسا من الشرق إلى الغرب. يعتبر الطريق مزدحمًا للغاية لأنه مجاني في معظم أجزائه. وتعرف بعض الأقسام ذات الاتجاهين بأنها أكثر عرضة للحوادث بمعدل مرتين مقارنةً بالطرق من نفس النوع.

## النشأة والتاريخ
ظهرت فكرة إنشاء محور شرق غرب يربط الواجهة الأطلسية بأوروبا الوسطى لأول مرة في عام 1954، وسرعان ما تبنت الفكرة وافتتحت أولى أقسام طريق مركزأوروبا الأطلسي (RCEA) في الستينيات.
في عام 1970، أٌنشئت 22.9 كيلومترًا من الطريق الجديد بين كليرماين ولا فورش.
في عام 1971، نجحت جمعية طريق مركز أوروبا الأطلسي (ARCEA) في تسجيل مشروعها للطريق العرضي الأوروبي ضمن الخطة الرئيسية للطرق. استهدفت الخطة بناء 1850 كيلومترًا من الطرق في فرنسا، بما في ذلك 400 كيلومتر من الطرق السريعة و800 كيلومتر من الطرق السريعة التي ستحول لاحقًا إلى طرق سريعة.
في البداية، قُدرت تكلفة الأعمال بين سبعة وعشرة مليارات فرنك (بين 5.7 و8.1 مليار يورو بقيمة 2021).
أجرت شركة Serequip الدراسات، وتوقعت نسبة عائد بين 11 و13%. نظرت إدارة الطرق بوزارة التجهيز في باريس ومجلس أوروبا والأمم المتحدة في جنيف (الخطة الرئيسية للطرق الأوروبية) في اقتراح جعل هذا الطريق، الذي يربط جنيف في سويسرا بالمحيط الأطلسي، طريقًا أوروبيًا واعتمدته.
يمتاز طريق مركز أوروبا الأطلسي بأنه يبقى تحت ارتفاع 500 متر، ويقلل من مسافة الرحلة بين مولهاوس وبوردو من 970 إلى 830 كيلومترًا، ومجانيًا. أدى النجاح الكبير لهذا المسار إلى حركة مرور أكبر بكثير من التقديرات الأولية، وتدفق كبير للشاحنات الثقيلة على هذا الطريق الذي أنشئ في الأصل بشكل أساسي بطريقين. بدأ تحويله إلى طريق مزدوج (2×2) منذ التسعينيات بسبب ارتفاع معدل الحوادث الخطيرة مقارنة ببقية الشبكة الفرنسية، ولكن المشروع واجه عقبات مالية في مناطق سون ولوار وألييه. بلغت تكلفة المشروع حوالي 1.1 مليار يورو.
في عام 2011، قبلت منطقة ألييه تحويل الجزء الذي يمر بها من الطريق إلى طريق سريع، بينما رفضت منطقة سون ولوار ذلك لعدم وجود محور بديل. في ألييه، انتهى تحويل الطريق الوطني إلى طريق سريع ودخل حيز الخدمة في 4 نوفمبر 2022. أما في سون ولوار، فسوف تحول الطرق الوطنية 79 و70 إلى طرق مزدوجة (2×2) بحلول عام 2024 بتمويل عام من الدولة ومساهمة من الهيئات المحلية.
- La N 141 / E 603
- مالفيل (موليدارس).
- فونتافي.
- لا بيروز.